# Oonops minutus
Oonops minutus là một loài nhện trong họ Oonopidae.
Loài này thuộc chi Oonops. Oonops minutus được miêu tả năm 1983 bởi Dumitrescu & Georgescu.